# أمعائية مسرطنة
أمعائية مسرطنة (الاسم العلمي:Enterobacter cancerogenus) هي نوع من البكتيريا يتبع جنس الأمعائية من الفصيلة الأمعائيات.